# Neosuchia
Neosuchia є кладою в Mesoeucrocodylia, яка включає всіх сучасних крокодилів та їхніх найближчих викопних родичів. Його визначають як найбільш інклюзивну кладу, що містить усі крокодиломорфи, більш тісно пов'язані з Crocodylus niloticus (нільським крокодилом), ніж з Notosuchus terrestris. Члени Neosuchia зазвичай мають крокодилоподібну форму тіла, адаптовану до прісноводного водного життя, на відміну від наземних звичок більш базальних груп крокодиломорфів. Вважається, що найдавнішим неосухієм є ранньоюрський Calsoyasuchus, який жив під час синемюрського та плінсбахського етапів у Північній Америці. Його часто ідентифікують як члена Goniopholididae, хоча це спірно, і таксон може лежати за межами Neosuchia, що відносить найдавніші записи про групу в середню юру.